# Gele kardinaal
De gele kardinaal of gele kernbijter (Pheucticus chrysopeplus) is een vogel die behoort tot de familie van kardinaalachtigen (Cardinalidae).

## Kenmerken
Hij heeft een lengte van 20 centimeter. Volwassen mannetjes hebben een intens gele kleur met zwarte en witte accenten, maar het kan drie jaar duren voordat ze volledig op kleur zijn. De delen die bij het mannetje zwart zijn, zijn bij het vrouwtje eerder bruinachtig van kleur.

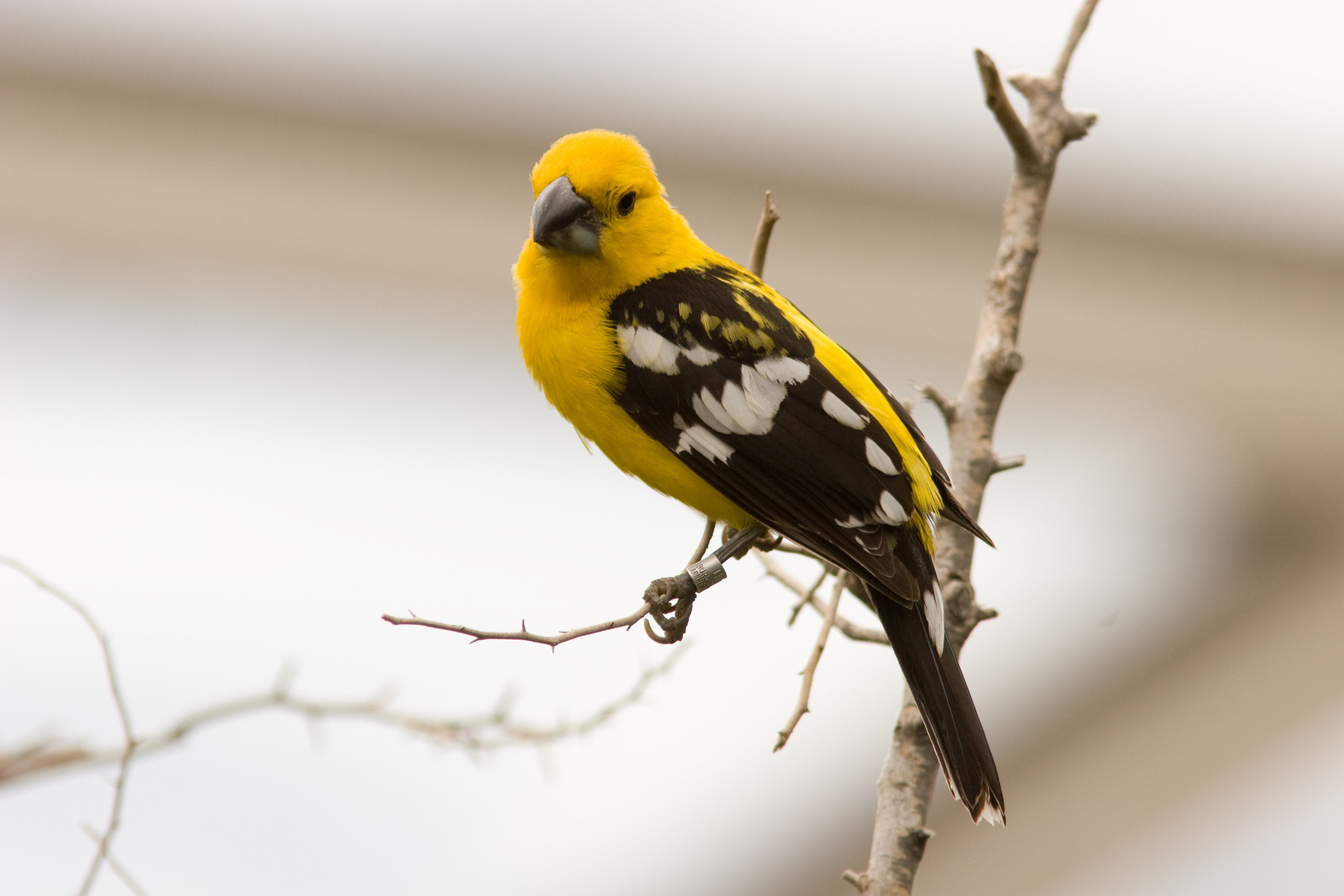
Gele kardinaal in Burgers Zoo

## Broedgedrag
Gele karninalen leven meestal in paren. Het komvormige nest bevindt zich doorgaans op enkele meters hoogte in een struik. Er worden 3 tot 4 eitjes gelegd, die in ongeveer 12 dagen worden uitgebroed. De jongen vliegen uit als ze 10 tot 12 dagen uit zijn.

## Leefwijze
Gele kardinalen voeden zich met zaden en insecten. De insecten onderscheppen ze behendig in de lucht.

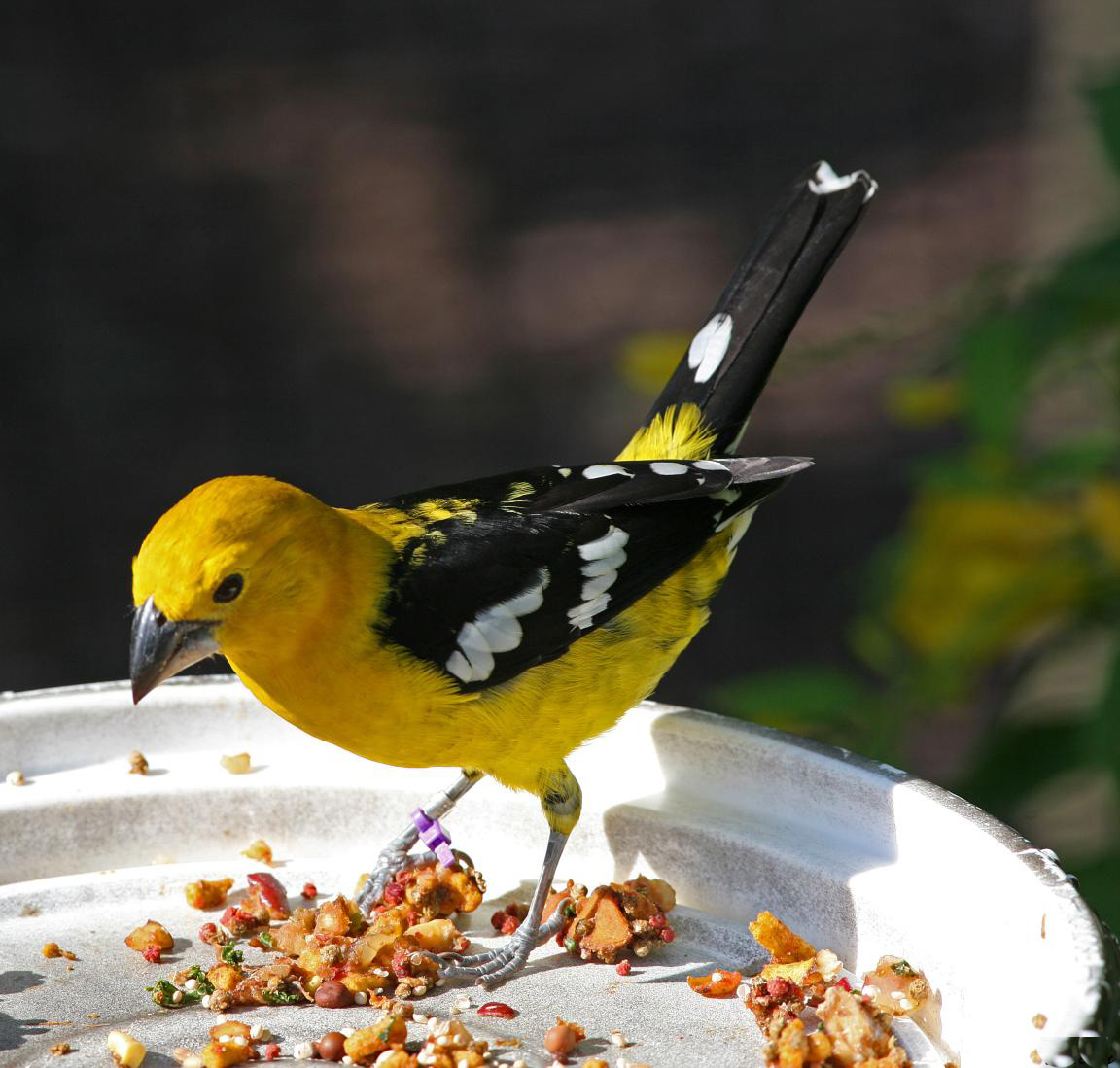
Exemplaar in Miami Metrozoo

## Verspreiding en leefgebied
De soort komt voor van Mexico tot in Colombia, zowel in de bossen als in de buurt van menselijke nederzettingen.
De soort telt 3 ondersoorten:
- P. c. dilutus: noordwestelijk Mexico.
- P. c. chrysopeplus: westelijk en centraal Mexico.
- P. c. aurantiacus: zuidelijk Mexico en Guatemala.